# Campeonato Brasileiro de Remo
O Campeonato Brasileiro de Remo é uma competição organizada pela Confederação Brasileira de Remo. Desde 2015 são disputados separadamente nas categorias barcos longos e barcos curtos.

## Campeonatos

### Troféu Brasil Senior A
- 1978 -  CR Flamengo
- 1980 -  CR Flamengo
- 1982 -  CR Flamengo
- 1983 -  CR Flamengo
- 1985 -  CR Flamengo
- 1987 -  CR Vasco da Gama
- 1989 -  CR Flamengo
- 1991 -  CR Flamengo
- 1993 -  Martinelli
- 1995 -  CR Flamengo
- 1996 -  CR Flamengo
- 1997 -  Martinelli
- 1998 -  Martinelli
- 1999 -  CR Vasco da Gama
- 2001 -  CR Vasco da Gama
- 2002 -  Grêmio Náutico União
- 2004 -  Grêmio Náutico União
- 2005 -  Grêmio Náutico União

### Troféu Brasil de Barcos Leves
- 1997 -  CR Flamengo
- 1998 -  CR Vasco da Gama
- 1999 -  CR Vasco da Gama
- 2001 -  CR Vasco da Gama
- 2002 -  CR Vasco da Gama
- 2004 -  Grêmio Náutico União
- 2005 -  CR Flamengo

### Troféu Brasil Senior B (Sub 23)
- 1999 -  CR Vasco da Gama e  CR Flamengo
- 2000 -  CR Flamengo
- 2001 -  Grêmio Náutico União
- 2002 -  Botafogo FR
- 2003 -  Botafogo FR
- 2004 -  Botafogo FR
- 2005 -  Botafogo FR

### Campeonato Brasileiro Unificado
| Ano  | Sede Final                                    |  | Campeão |  |
| 2006 | Raia Olímpica da USP                          |  | Grêmio Náutico União |  |
| 2007 | Raia Olímpica da USP                          |  | CR Vasco da Gama |  |
| 2008 | Raia Olímp ica da USP                         |  | CR Vasco da Gama |  |
| 2009 | Lagoa Rodrigo de Freitas                      |  | CR Vasco da Gama |  |
| 2010 | Lagoa Rodrigo de Freitas                      |  | CR Vasco da Gama |  |
| 2011 | Lagoa Rodrigo de Freitas                      |  | CR Vasco da Gama e CR Flamengo (Com barcos mistos Flamengo 9 vitórias - Sem barcos mistos Vasco 7 vitórias)                       |  |
| 2012 | Raia Olímpica da USP                          |  | EC Pinheiros (Com boicote dos Clubes Cariocas Flamengo, Vasco e Botafogo que não compareceram)                                    |  |
| 2013 | Lagoa Rodrigo de Freitas                      |  | Botafogo FR |  |
| 2014 | Raia Olímpica da USP                          |  | Botafogo FR |  |
| 2015 | Lago Paranoá Lagoa Rodrigo de Freitas         |  | Grêmio Náutico União (barcos longos, com boicote de Flamengo, Vasco e Botafogo, que não compareceram) CR Flamengo (barcos curtos) |  |
| 2016 | Lagoa Rodrigo de Freitas Raia Olímpica da USP |  | Botafogo FR (barcos longos) Botafogo FR (barcos curtos)                                                                           |  |
| 2017 | Lagoa Rodrigo de Freitas Raia Olímpica da USP |  | Botafogo FR (barcos longos) Botafogo FR (barcos curtos)                                                                           |  |
| 2018 | Lagoa Rodrigo de Freitas Raia Olímpica da USP |  | Botafogo FR (barcos longos) CR Flamengo (barcos curtos)                                                                           |  |
| 2019 | Lagoa Rodrigo de Freitas                      |  | CR Flamengo (barcos longos) CR Flamengo (barcos curtos)                                                                           |  |
| 2020 | Raia Olímpica da USP                          |  | CR Flamengo (barcos curtos) |  |
| 2021 | Lagoa Rodrigo de Freitas                      |  | CR Flamengo (barcos longos) CR Flamengo (barcos curtos)                                                                           |  |
| 2022 | Raia Olímpica da USP                          |  | CR Flamengo (barcos longos) CR Flamengo (barcos curtos)                                                                           |  |
| 2023 | Lagoa Rodrigo de Freitas                      |  | CR Flamengo (barcos longos) CR Flamengo (barcos curtos)                                                                           |  |
| 2024 | Raia Olímpica da USP                          |  | CR Flamengo (barcos curtos e longos)                                                                                              |  |

## Títulos por Clube
Atualizado até o Campeonato Brasileiro de 2023.
| Clube                | Troféu Brasil Senior A | Troféu Brasil de Barcos Leves | Campeonato Brasileiro Unificado | Total |
| -------------------- | ---------------------- | ----------------------------- | ------------------------------- | ----- |
| CR Flamengo          | 9                      | 2                             | 13                              | 24    |
| CR Vasco da Gama     | 3                      | 4                             | 5                               | 12    |
| Botafogo FR          | 0                      | 0                             | 7                               | 7     |
| Grêmio Náutico União | 3                      | 1                             | 2                               | 6     |
| Martinelli           | 3                      | 0                             | 0                               | 3     |
| EC Pinheiros         | 0                      | 0                             | 1                               | 1     |